# Миранда (щат)
Вижте пояснителната страница за други значения на Миранда.
Мира̀нда (на испански: Miranda) е един от 23-те щата на южноамериканската държава Венецуела. Намира се в северната част на страната. Общата му площ е 7950 км², а населението е 3 228 435 жители (по изчисления за юни 2017 г.). Основан е през 1909 г.